# Walter Ravenna
Walter Ravenna (* 1922; † 1985 (vor dem 9. Juli)) war ein uruguayischer Politiker.
Der Mediziner Walter Ravenna, der der Partido Colorado angehörte, war vom 20. Juni 1968 bis zum 1. März 1972 Gesundheitsminister Uruguays. Er hatte sodann in der 41. Legislaturperiode vom 15. Februar 1972 bis zum 5. Dezember 1972 für das Sublema UN Reeleccionista der Lista Caputi ein Titularmandat als Senator in der Cámara de Senadores inne. Schon während dieser Parlamentszugehörigkeit übernahm er am 31. Oktober 1972 die Leitung des Innenministeriums. Am 13. Februar 1973 wechselte er das Ressort. Ab jenem Tag bekleidete er fortan das Amt des Verteidigungsministers und übte dieses bis zum 1. September 1981 aus. Parallel übernahm er  vom 1. September 1976 bis zum 11. Juni 1977 die Leitung des Wohnungsbauministeriums. Am 7. Juni 1982 wurde er sodann zum uruguayischen Botschafter in Argentinien ernannt. Die Amtseinführung erfolgte am 2. August 1982. Als solcher agierte er bis zum 6. Februar 1984. Zudem war Ravenna auch uruguayischer Botschafter in den USA.

## Zeitraum seiner Parlamentszugehörigkeit
- 15. Februar 1972 bis 5. Dezember 1972 (Cámara de Senadores, 41. Legislaturperiode (LP))